# Primera División (Schach) 1984
Die Primera División (Schach) 1984 war die höchste Spielklasse der 28. spanischen Mannschaftsmeisterschaft im Schach und wurde mit zehn Mannschaften ausgetragen. Meister wurde der Titelverteidiger CE Vulcà Barcelona, aus der Segunda División waren CE Barcelona und CAC Labradores Sevilla aufgestiegen. Zum kommenden Jahr wurde der Ligamodus mit Auf- und Abstieg ersetzt durch regionale Qualifikationsturniere und eine Endrunde. Für die Endrunde der spanischen Meisterschaft 1985 qualifizierten sich direkt die beiden Ersten CE Vulcà Barcelona und CE Barcelona.

## Modus
Die zehn teilnehmenden Mannschaften spielten ein einfaches Rundenturnier, die beiden Ersten qualifizierten sich direkt für die Endrunde der spanischen Mannschaftsmeisterschaft 1985. Gespielt wurde an vier Brettern, über die Platzierung entschied zunächst die Anzahl der Brettpunkte (ein Punkt für einen Sieg, ein halber Punkt für ein Remis, kein Punkt für eine Niederlage), anschließend die Anzahl der Mannschaftspunkte (zwei Punkte für einen Sieg, ein Punkt für ein Unentschieden, kein Punkt für eine Niederlage) und danach der direkte Vergleich.

## Termine und Spielort
Das Turnier wurde vom 22. bis 30. Oktober in Benidorm ausgetragen.

## Abschlusstabelle
| Pl. | Verein                     | Sp | G | U | V | Brett-P.  | Mannsch.-P. |
| --- | -------------------------- | -- | - | - | - | --------- | ----------- |
| 01. | CE Vulcà Barcelona (M)     | 9  | 7 | 1 | 1 | 23,0:13,0 | 15:3        |
| 02. | CE Barcelona (N)           | 9  | 7 | 1 | 1 | 23,0:13,0 | 15:3        |
| 03. | CAC Labradores Sevilla (N) | 9  | 6 | 1 | 2 | 22,0:14,0 | 13:5        |
| 04. | UGA Barcelona              | 9  | 4 | 2 | 3 | 21,0:15,0 | 10:8        |
| 05. | CA Peña Rey Ardid Bilbao   | 9  | 3 | 3 | 3 | 18,0:18,0 | 9:9         |
| 06. | GC Covadonga               | 9  | 2 | 4 | 3 | 17,5:18,5 | 8:10        |
| 07. | Círculo Mercantil Sevilla  | 9  | 2 | 4 | 3 | 17,0:19,0 | 8:10        |
| 08. | Asociación Barcinona       | 9  | 1 | 5 | 3 | 17,0:19,0 | 7:11        |
| 09. | CA Gambito Valencia        | 9  | 0 | 3 | 6 | 12,0:24,0 | 3:15        |
| 10. | CA Nifsa Las Palmas        | 9  | 1 | 0 | 8 | 9,0:27,0  | 2:16        |

### Entscheidungen
|     | spanischer Mannschaftsmeister: CE Vulcà Barcelona                                                            |
|     | qualifiziert für die Endrunde der spanischen Mannschaftsmeisterschaft 1985: CE Vulcà Barcelona, CE Barcelona |
| (M) | Titelverteidiger                                                                                             |
| (N) | Vorjahresaufsteiger                                                                                          |

### Kreuztabelle
| Ergebnisse | Ergebnisse                | 01. | 02. | 03. | 04. | 05. | 06. | 07. | 08. | 09. | 10. |
| ---------- | ------------------------- | --- | --- | --- | --- | --- | --- | --- | --- | --- | --- |
| 01.        | CE Vulcà Barcelona        |     | 3   | 1½  | 2½  | 2½  | 2½  | 2   | 2½  | 3   | 3½  |
| 02.        | CE Barcelona              | 1   |     | 3   | 2½  | 3   | 2½  | 2½  | 2   | 3   | 3½  |
| 03.        | CAC Labradores Sevilla    | 2½  | 1   |     | 1½  | 2   | 2½  | 3   | 2½  | 3½  | 3½  |
| 04.        | UGA Barcelona             | 1½  | 1½  | 2½  |     | 3½  | 1½  | 2   | 2   | 3   | 3½  |
| 05.        | CA Peña Rey Ardid Bilbao  | 1½  | 1   | 2   | ½   |     | 2   | 3   | 3   | 2   | 3   |
| 06.        | GC Covadonga              | 1½  | 1½  | 1½  | 2½  | 2   |     | 2   | 2   | 2   | 2½  |
| 07.        | Círculo Mercantil Sevilla | 2   | 1½  | 1   | 2   | 1   | 2   |     | 2   | 3   | 2½  |
| 08.        | Asociación Barcinona      | 1½  | 2   | 1½  | 2   | 1   | 2   | 2   |     | 2   | 3   |
| 09.        | CA Gambito Valencia       | 1   | 1   | ½   | 1   | 2   | 2   | 1   | 2   |     | 1½  |
| 10.        | CA Nifsa Las Palmas       | ½   | ½   | ½   | ½   | 1   | 1½  | 1½  | 1   | 2½  |     |

## Die Meistermannschaft
| 1.            | CE Vulcà Barcelona |
| Schachfiguren | Juan Manuel Bellón López, Orestes Rodríguez Vargas, Ángel Martín González, Antonio Medina García, Víctor Manuel Vehí Bach. |